# Passe de Salvador
La passe de Salvador est un point de passage situé à une altitude de 879 mètres d'altitude, au nord-ouest de Madama, dans la région d'Agadez, au Niger. La passe donne accès au plateau du Manguéni, non loin de la frontière entre le Niger (au sud) et la Libye (au nord). La passe de Salvador est située à environ 30 km à l'est d'Ouar-Tadjedjet.
Carrefour stratégique entre le Niger, la Libye et l'Algérie, la passe de Salvador est empruntée par des groupes djihadistes, des trafiquants d'armes, de drogue et autres contrebandiers.
En avril 2015, dans le cadre des opérations Kounama 2 et Kounama 3 (et plus généralement dans celui de l'opération Barkhane), 90 parachutistes du 2e régiment étranger de parachutistes (REP) sont parachutés sur la zone. La passe de Salvador est le théâtre d'affrontements entre les forces françaises et nigériennes d'une part, et des trafiquants d'autre part. Trois trafiquants sont tués et trois autres sont blessés au cours des combats. Des armes et de la drogue sont saisies et détruites.